# Црвенорепке
Црвенорепке или црвенрепке (лат. Phoenicurus) су род птица из породице мухарица и реда птица певачица. Насељавају Европу, Азију и Африку. 

## Опис
Црвенорепке су птице малих димензија. Мужјаци су јарких боја (у различитим комбинацијама се јављају црвена, плава, бела и црна боја), док су женке светлосмеђе боје са изузетком репа који је црвен. Месождери су и хране се инсектима.

## Име
Назив рода Phoenicurus је кованица старогрчких речи phoinix (што значи „црвен”) и ouros (што значи „реп”).

## Таксономија
Таксон црвенорепке (Phoenicurus) је створио енглески природњак Томас Игнатиус Мариа Форстер 1817.
Резултати молекуларне филогенетске студије објављене 2010. су довели до укључивања две врсте из рода Rhyacornis и једине врсте из рода Chaimarrornis у род црвенорепеке (Phoenicurus).

### Врсте
Род црвенорепке (Phoenicurus):
- Црвенорепка Пржевалског
 (Phoenicurus alaschanicus)
- Еверсманова црвенорепка
 (Phoenicurus erythronotus)
- Плавокапа црвенорепка
 (Phoenicurus caeruleocephala)
- Црна црвенрепка / планинска црвенорепка
 (Phoenicurus ochruros)
- Обична црвенрепка / шумска црвенорепка
 (Phoenicurus phoenicurus)
- Хоџсонова црвенорепка
 (Phoenicurus hodgsoni)
- Белогрла црвенорепка
 (Phoenicurus schisticeps)
- Даурска црвенорепка
 (Phoenicurus auroreus)
- Патуљаста црвенрепка
 (Phoenicurus moussieri)
- Црвенотрба црвенрепка
 (Phoenicurus erythrogastrus)
- Плавоглава црвенорепка
 (Phoenicurus frontalis)
- Оловна црвенорепка
 (Phoenicurus fuliginosus)[7]
- Лузонска црвенорепка
 (Phoenicurus bicolor)[7]
- Белокапа црвенорепка
 (Phoenicurus leucocephalus)[8]

### Фосили
Фосили изумрлих врста:
- Phoenicurus erikai (Плиоцен, Црнота у Мађарској).[9]
- Phoenicurus baranensis (Плиоцен, Бреме у Мађарској).[9]